# Campylotropis
Campylotropis är ett släkte av ärtväxter. Campylotropis ingår i familjen ärtväxter.

## Bildgalleri

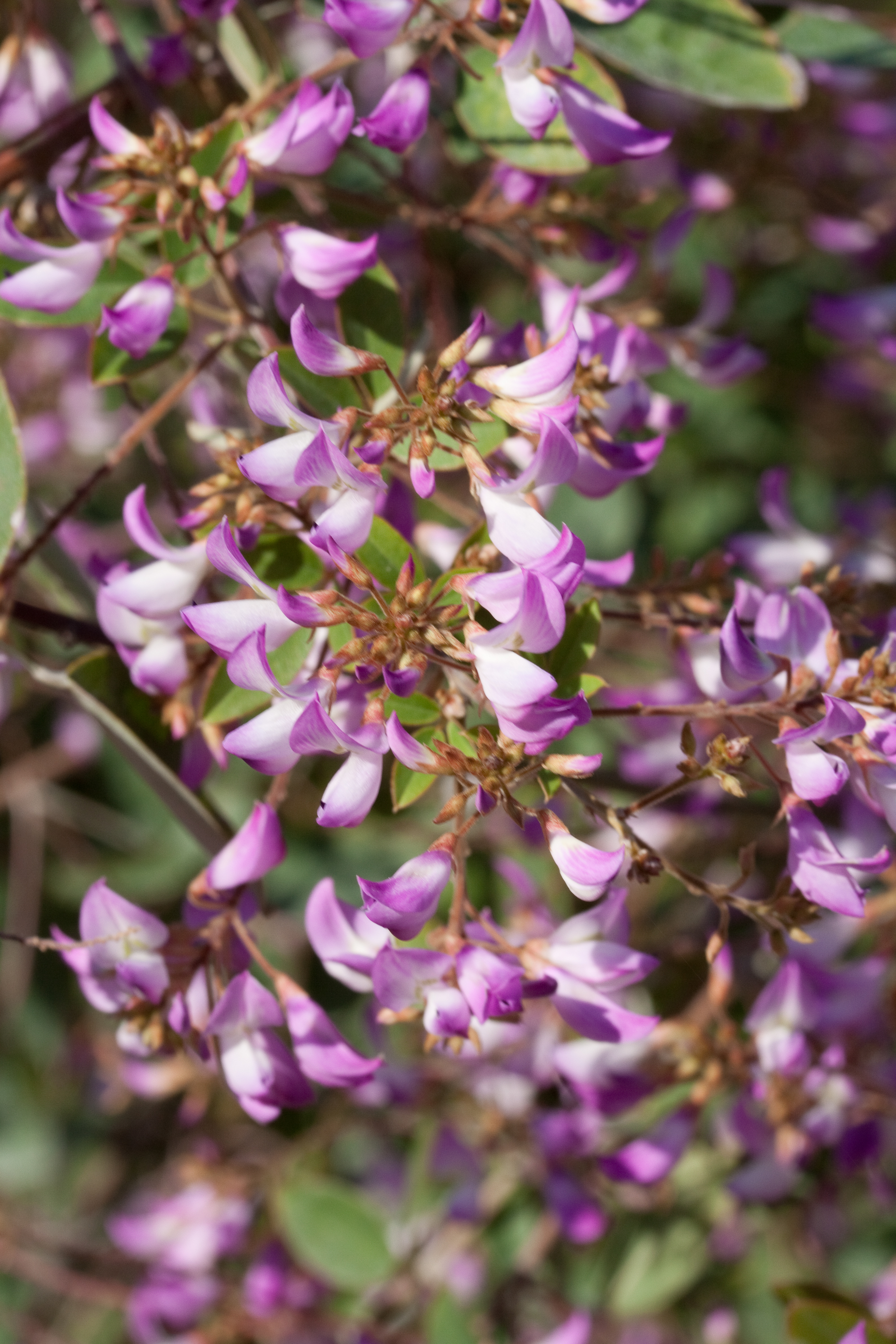
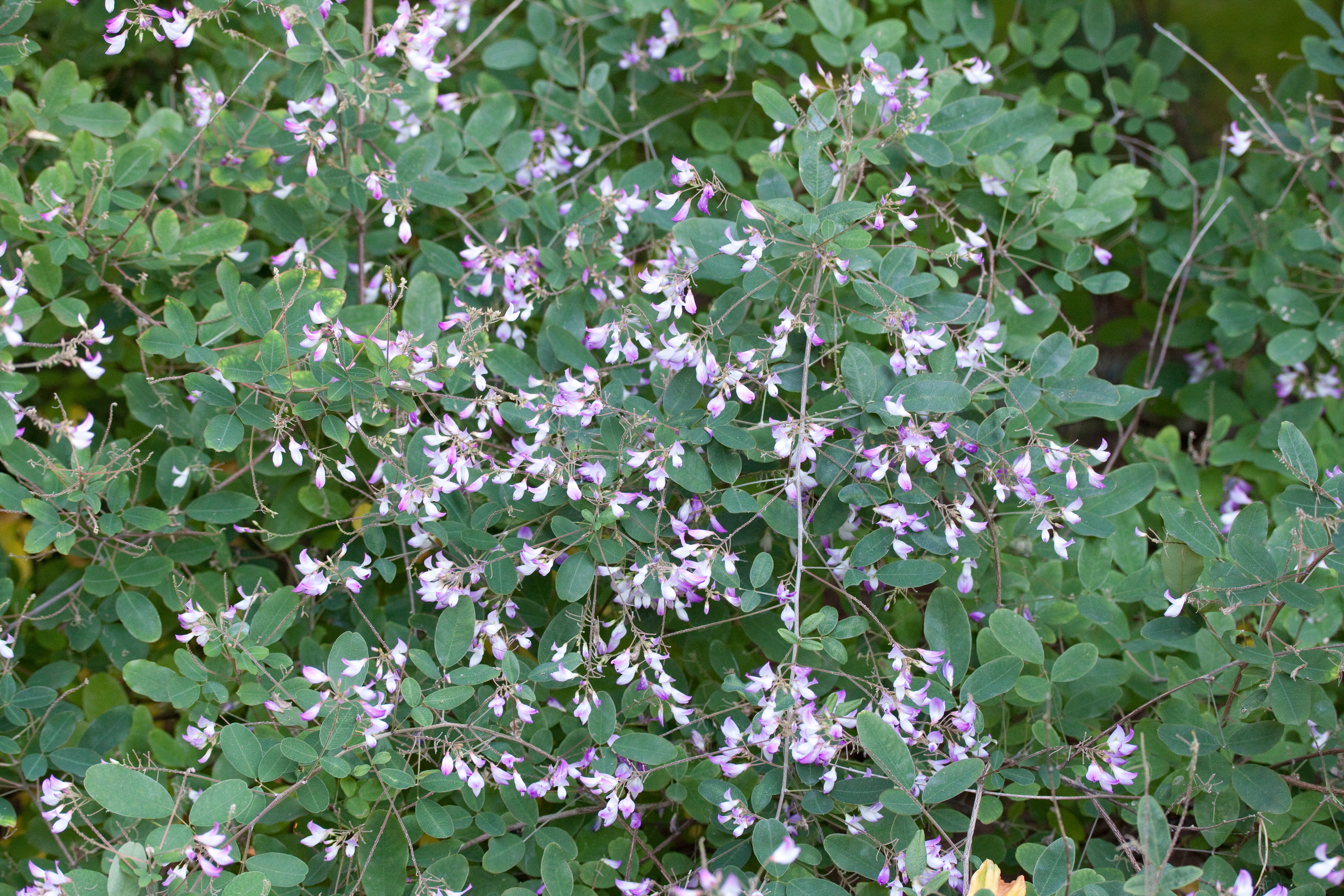
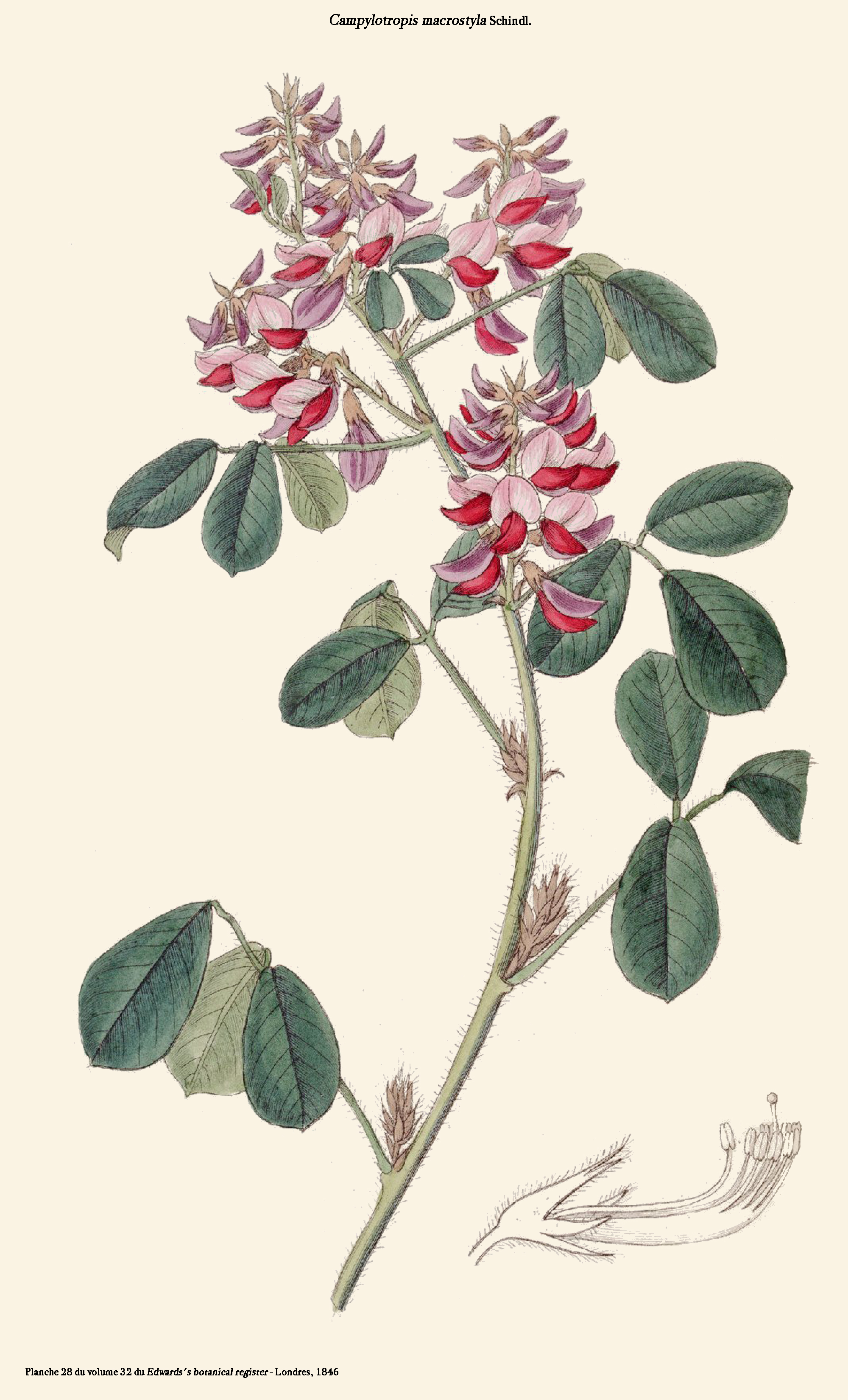
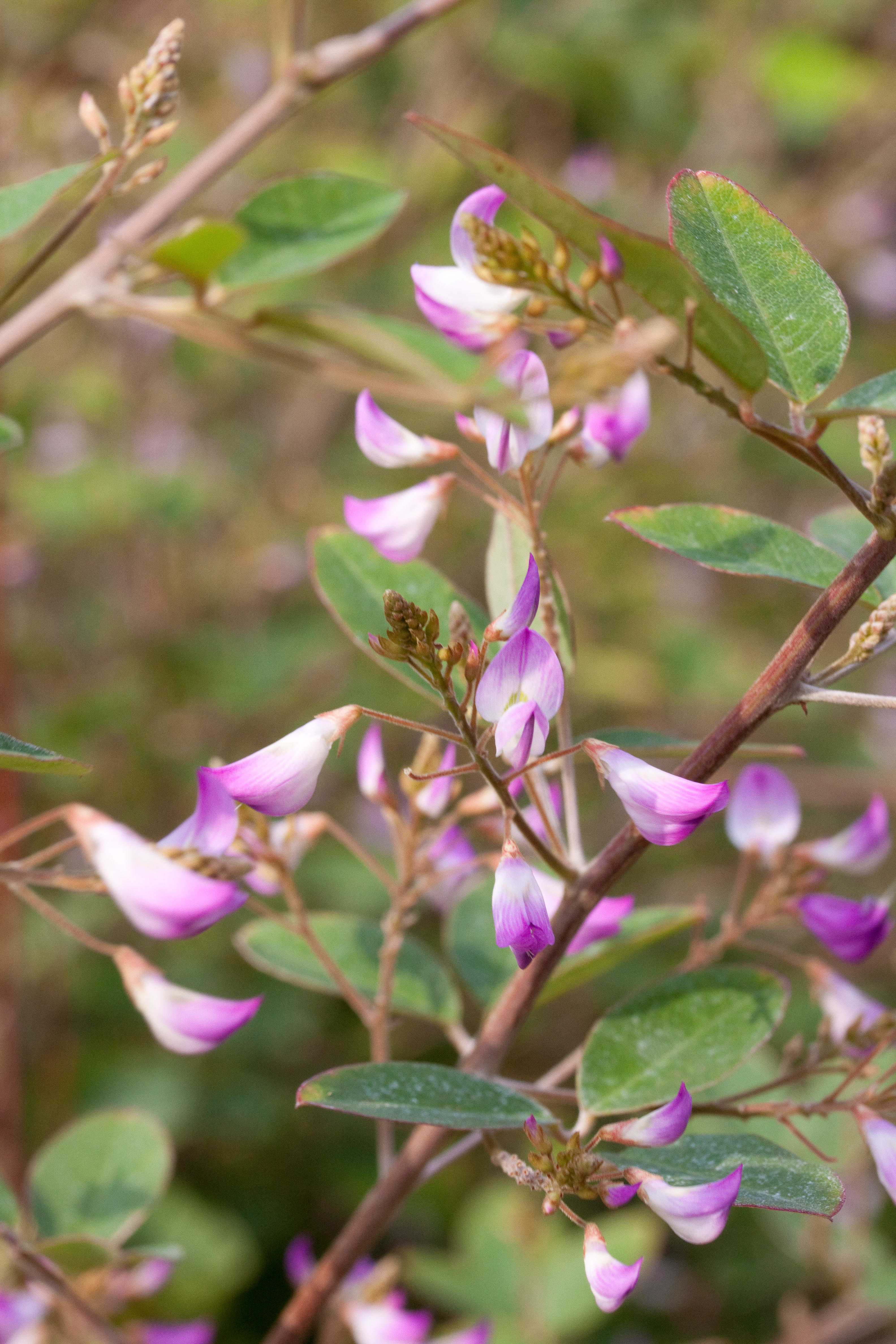

## Dottertaxa tillCampylotropis, i alfabetisk ordning[1]
- Campylotropis alba
- Campylotropis alopochroa
- Campylotropis argentea
- Campylotropis bonatiana
- Campylotropis bonii
- Campylotropis brevifolia
- Campylotropis capillipes
- Campylotropis cytisoides
- Campylotropis decora
- Campylotropis delavayi
- Campylotropis diversifolia
- Campylotropis drummondii
- Campylotropis eriocarpa
- Campylotropis fulva
- Campylotropis grandifolia
- Campylotropis griffithii
- Campylotropis harmsii
- Campylotropis henryi
- Campylotropis hirtella
- Campylotropis howellii
- Campylotropis latifolia
- Campylotropis luhitensis
- Campylotropis macrocarpa
- Campylotropis macrostyla
- Campylotropis meeboldii
- Campylotropis neglecta
- Campylotropis parviflora
- Campylotropis pauciflora
- Campylotropis pinetorum
- Campylotropis polyantha
- Campylotropis prainii
- Campylotropis rockii
- Campylotropis rogersii
- Campylotropis sessilifolia
- Campylotropis speciosa
- Campylotropis splendens
- Campylotropis stenocarpa
- Campylotropis sulcata
- Campylotropis tenuiramea
- Campylotropis teretiracemosa
- Campylotropis thomsonii
- Campylotropis tomentosipetiolata
- Campylotropis trigonoclada
- Campylotropis wenshanica
- Campylotropis wilsonii
- Campylotropis yajiangensis
- Campylotropis yunnanensis